# Derolus spurius
Derolus spurius är en skalbaggsart som beskrevs av Jordan 1903. Derolus spurius ingår i släktet Derolus och familjen långhorningar. Inga underarter finns listade i Catalogue of Life.